# 宮崎県警察部
宮崎県警察部（みやざきけんけいさつぶ）は、戦前の内務省監督下の宮崎県が設置した府県警察部であり、宮崎県内を管轄区域とする。
1948年（昭和23年）3月6日に廃止となり、宮崎県警察部は国家地方警察宮崎県本部と宮崎市警察などの自治体警察に再編されることになった。

## 沿革
- 1883年（明治16年）5月　鹿児島県より宮崎県が分離。宮崎県警察本署を設置。
- 1886年（明治19年）7月　宮崎県警察本部に改称。
- 1890年（明治23年）10月　宮崎県警察部に改称。
- 1905年（明治38年）4月　宮崎県第四部に改称。
- 1907年（明治40年）7月　宮崎県警察部に改称。
- 1928年（昭和3年）7月　特別高等課（特別高等警察）を設置。
- 1945年（昭和20年）10月　特別高等警察が廃止。

## 組織
1935年（昭和10年）時点
- 警務課
- 特別高等課
- 高等課
- 保安課
- 刑事課
- 建築課
- 衛生課
- 工場課
- 調停課
- 健康保険課

## 警察署
1935年（昭和10年）時点
- 宮崎警察署
- 油津警察署
- 福島警察署
- 都城警察署
- 小林警察署
- 高岡警察署
- 妻警察署
- 高鍋警察署
- 富島警察署
- 延岡警察署
- 高千穂警察署

## 歴代部長
| 代 | 官職名                 | 氏名       | 就任日         | 退任日         | 前職                   | 後職                     | 備考                      |
| -- | ---------------------- | ---------- | -------------- | -------------- | ---------------------- | ------------------------ | ------------------------- |
| 1  | 警部長 警察本署長      | 矢田部正竨 | 1883年5月16日  | 1886年7月20日  |                        | -                        |                           |
| 1  | 警部長 警察本部長      | 矢田部正竨 | 1886年7月20日  | 1886年8月12日  | -                      | 宮崎県書記官             |                           |
| 2  | 警部長 警察本部長      | 渡辺隆     | 1886年8月12日  | 1888年4月12日  | 非職四等警視           | 沖縄県警部長             |                           |
| 3  | 警部長 警察本部長      | 龍岡信熊   | 1888年4月12日  | 1889年10月22日 | 沖縄県警部長           | 岡山県警部長             |                           |
| 4  | 警部長 警察本部長      | 小林南八   | 1889年10月22日 | 1890年10月11日 | 千葉県警部長           | -                        |                           |
| 4  | 警部長 警察部長        | 小林南八   | 1890年10月11日 | 1893年5月9日   | -                      | 佐賀県警部長             |                           |
| 5  | 警部長 警察部長        | 森尾茂助   | 1893年5月9日   | 1897年4月26日  | 非職山梨県警部長       | 宮崎県書記官             |                           |
| 6  | 警部長 警察部長        | 武井才次郎 | 1897年4月26日  | 1898年7月27日  | 徳島県参事官           | 滋賀県書記官             |                           |
| 7  | 警部長 警察部長        | 竹内熊二   | 1898年7月27日  | 1898年8月13日  | 福岡県参事官           | 依願免官                 |                           |
| 8  | 警部長 警察部長        | 依田銈次郎 | 1898年8月13日  | 1899年2月15日  | 判事                   | 福島県警部長             |                           |
| 9  | 警部長 警察部長        | 川上親義   | 1899年2月15日  | 1899年8月12日  | 静岡県警部長           | 休職                     |                           |
| 10 | 警部長 警察部長        | 小林三郎   | 1899年8月12日  | 1900年4月27日  | 山口県警部長           | 台中県警部長             |                           |
| 11 | 警部長 警察部長        | 中里丈太郎 | 1900年4月27日  | 1901年5月31日  | 内務属                 | 愛媛県警部長             |                           |
| 12 | 警部長 警察部長        | 天野三郎   | 1901年5月31日  | 1902年3月26日  | 千葉県警部長           | 休職                     |                           |
| 13 | 警部長 警察部長        | 太田政弘   | 1902年3月26日  | 1903年3月10日  | 三重県参事官           | 島根県警部長             |                           |
| 14 | 警部長 警察部長        | 小浜松次郎 | 1903年3月10日  | 1905年4月19日  | 警視                   | -                        |                           |
| 14 | 事務官 第四部長 警務長 | 小浜松次郎 | 1905年4月19日  | 1906年4月17日  | -                      | 石川県事務官・第四部長   |                           |
| 15 | 事務官 第四部長 警務長 | 夏秋十郎   | 1906年4月17日  | 1907年7月13日  | 宮崎県事務官           | -                        |                           |
| 15 | 事務官 警察部長 警務長 | 夏秋十郎   | 1907年7月13日  | 1908年3月30日  | -                      | 三重県事務官・警察部長   |                           |
| 16 | 事務官 警察部長 警務長 | 亥角仲蔵   | 1908年3月30日  | 1910年4月12日  | 山形県事務官           | 韓国政府応聘             |                           |
| 17 | 事務官 警察部長 警務長 | 岩井敬太郎 | 1910年4月19日  | 1911年7月4日   |                        | 静岡県事務官・警察部長   |                           |
| 18 | 事務官 警察部長 警務長 | 斎藤守圀   | 1911年7月4日   | 1913年6月13日  | 和歌山県事務官         | -                        |                           |
| 18 | 警察部長               | 斎藤守圀   | 1913年6月13日  | 1913年11月5日  | -                      | 福井県警察部長           |                           |
| 19 | 警察部長               | 伊東喜八郎 | 1913年11月5日  | 1915年1月8日   | 福井県警察部長         | 静岡県警察部長           |                           |
| 20 | 警察部長               | 小林一男   | 1915年1月8日   | 1916年4月28日  | 静岡県警察部長         | 休職                     |                           |
| 21 | 警察部長               | 新開渧観   | 1916年4月28日  | 1917年1月29日  | 栃木県理事官           | 岩手県警察部長           |                           |
| 22 | 警察部長               | 古宇田晶   | 1917年1月29日  | 1919年4月24日  | 岩手県警察部長         | 静岡県警察部長           |                           |
| 23 | 警察部長               | 前田兼宝   | 1919年4月24日  | 1921年9月28日  |                        | 宮崎県内務部長           |                           |
| 24 | 警察部長               | 吉田勝太郎 | 1921年9月28日  | 1923年10月27日 | 三重県理事官           | 奈良県警察部長           |                           |
| 25 | 警察部長               | 清水徳太郎 | 1923年10月27日 | 1924年6月27日  | 奈良県警察部長         | 山形県警察部長           |                           |
| 26 | 警察部長               | 小西善次郎 | 1924年6月27日  | 1924年12月20日 | 山形県警察部長         | 宮崎県書記官・内務部長   |                           |
| 27 | 書記官 警察部長        | 斎藤樹     | 1924年12月20日 | 1925年8月17日  | 内務省社会局事務官     | 群馬県書記官・警察部長   |                           |
| 28 | 書記官 警察部長        | 岡田喜久治 | 1925年8月17日  | 1926年9月28日  | 三重県書記官           | 三重県書記官・警察部長   |                           |
| 29 | 書記官 警察部長        | 斎藤俊平   | 1926年9月28日  | 1927年5月17日  | 地方事務官             | 群馬県書記官・警察部長   |                           |
| 30 | 書記官 警察部長        | 大竹十郎   | 1927年5月17日  | 1928年7月3日   | 佐賀県書記官・警察部長 | 三重県書記官・警察部長   |                           |
| 31 | 書記官 警察部長        | 出石於菟彦 | 1928年7月3日   | 1929年7月8日   | 茨城県書記官           | 埼玉県書記官・警察部長   |                           |
| 32 | 書記官 警察部長        | 吉永時次   | 1929年7月8日   | 1930年12月27日 | 地方事務官             | 茨城県書記官・警察部長   |                           |
| 33 | 書記官 警察部長        | 伊藤爽哉   | 1930年12月27日 | 1931年5月9日   | 栃木県書記官・警察部長 | 広島県書記官・学務部長   |                           |
| 34 | 書記官 警察部長        | 広田増太郎 | 1931年5月9日   | 1931年12月24日 | 栃木県書記官           | 休職                     |                           |
| 35 | 書記官 警察部長        | 島川直英   | 1931年12月24日 | 1932年6月30日  | 沖縄県書記官・警察部長 | 鳥取県書記官・警察部長   |                           |
| 36 | 書記官 警察部長        | 広瀬永造   | 1932年6月30日  | 1935年1月19日  | 地方事務官             | 高知県書記官・警察部長   |                           |
| 37 | 書記官 警察部長        | 菊池盛登   | 1935年1月19日  | 1936年4月22日  | 地方警視               | 山口県書記官・警察部長   |                           |
| 38 | 書記官 警察部長        | 沖野悟     | 1936年4月22日  | 1937年6月16日  | 地方事務官             | 茨城県書記官・警察部長   |                           |
| 39 | 書記官 警察部長        | 菅野一郎   | 1937年6月16日  | 1938年4月22日  | 地方警視               | 休職                     |                           |
| 40 | 書記官 警察部長        | 本田忠男   | 1938年4月22日  | 1940年3月8日   | 地方事務官             | 山口県書記官・警察部長   |                           |
| 41 | 書記官 警察部長        | 奥田良三   | 1940年3月8日   | 1941年8月25日  | 地方事務官             | 内務事務官・警保局       |                           |
| 42 | 書記官 警察部長        | 戸沢盛男   | 1941年8月25日  | 1942年7月7日   | 地方警視               | 福島県書記官・警察部長   |                           |
| 43 | 書記官 警察部長        | 坂本徳太郎 | 1942年7月7日   | 1942年11月1日  | 警視庁事務官           | -                        |                           |
| 43 | 部長 警察部長          | 坂本徳太郎 | 1942年11月1日  | 1945年4月21日  | -                      | 滋賀県経済部長           |                           |
| 44 | 部長 警察部長          | 千速竹一   | 1945年4月21日  | 1945年10月13日 | 福岡県警務官           | 休職（公職追放）         |                           |
| 45 | 部長 警察部長          | 石丸敬次   | 1945年10月13日 | 1945年10月27日 | -                      | -                        | 兼務・本務:宮崎県内政部長 |
| 46 | 部長 警察部長          | 秋山次郎   | 1945年10月27日 | 1946年4月1日   | 京都府書記官           | -                        |                           |
| 46 | 地方事務官 警察部長    | 秋山次郎   | 1946年4月1日   |                | -                      | 戦災復興院特建部監査課長 |                           |
| 47 | 地方事務官 警察部長    | 西原英次   | 1946年11月7日  | 1947年5月2日   |                        | 山口県警察部長           |                           |
| 48 | 地方事務官 警察部長    | 冨永誠美   | 1947年5月2日   | 1948年3月6日   |                        | 宮崎県警察長             |                           |